# ノバイ・コミュニティ学区

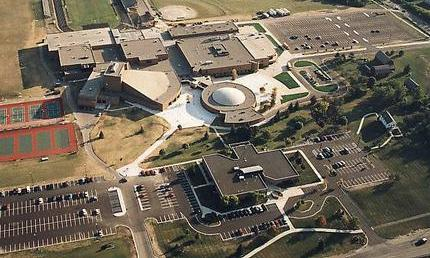
ノバイ高校

ノバイ・コミュニティ学区（ノバイ・コミュニティがっく、Novi Community School District, NCSD）は、アメリカ合衆国中西部のデトロイト大都市圏内に位置するミシガン州オークランド郡ノバイに本部を置く学区。この学区は8校の運営にあたっている。
教育委員会には委員長、副委員長、書記担当、財務担当のほか、3人の委員がいる。2013年現在、スーパーインテンデント（学区長） (Superintendent) はスティーヴ・マシューズ博士 (Dr. Steve Matthews) である。

## 歴史
ノバイ・コミュニティ学区は、1990年に「Here Comes the Bus System」と称される、生徒たちがバス停で長時間待たなくてもよいように、バスがバス停の2マイル (3.2 km)以内に近づいたらアラームで知らせるサービスの提供を始めた。保護者が毎年25ドルと供託金を支払えば、このサービスが受けられるようになった。2005年までの十年間に、学区の生徒数は 3,790人から 6,150人に増加し、予算規模も2900万ドルから6000万ドルへと拡大した。2005年ころの段階で、学区当局は、ノバイの北方や西方の郊外における新規の住宅地開発の結果として、学区には 1,600軒の住宅が更に追加されるだろうと予測していた。2005年、学区は、課外活動に参加する全ての生徒たちを対象として、抜き打ち薬物テスト (drug test) の実施を提案した
2010年、土曜日に日本語による補習教育を行なっているデトロイトりんご会補習授業校が、ノバイへの移転を発表した。りんご会はノバイ・コミュニティ学区と10年契約を締結して、ノバイ・メドウズ小学校 (Novi Meadows Elementary School) の校舎を使用して教室を運営している。補習授業校は、2011年の（北半球における）夏に移転した。スーパーインテンダントのスティーヴ・マシューズは、JSDの移転をきっかけにして、ノバイ・コミュニティ学区内の日本人人口が増えることが見込まれると発言した。
2011年の東北地方太平洋沖地震と津波による被害の発生後、学区は、学区内の生徒の中に日本人や日系人が少なからずいることを踏まえて、各校のスタッフに対し、この災害に影響された可能性のある生徒に十分配慮するよう注意喚起をした。

## 日系人・日本人の集中
2010年12月の時点で、学区内にはおよそ6,300人の生徒がいた。2011年3月の時点で、生徒たちのうち1,700人以上は、日系アメリカ人ないしは日本国籍をもつ日本人であった。2011年12月の時点で、学区当局は、生徒の5パーセントは日本国籍であろうと推定した。それらの生徒の親はほとんどが自動車産業に従事している者である。 2011年3月に、当時のスーパーインテンダントであったピーター・ディオン (Peter Dion) は、学校区にやって来る日本人生徒の大多数は、数年間学校に通った後、日本に帰国してしまう、と述べた。デトロイト大都市圏には全日制の日本人学校は存在していないため、日本国籍をもつ生徒たちは アメリカの学校に通学するのである。

## 運営する学校

### 高等学校

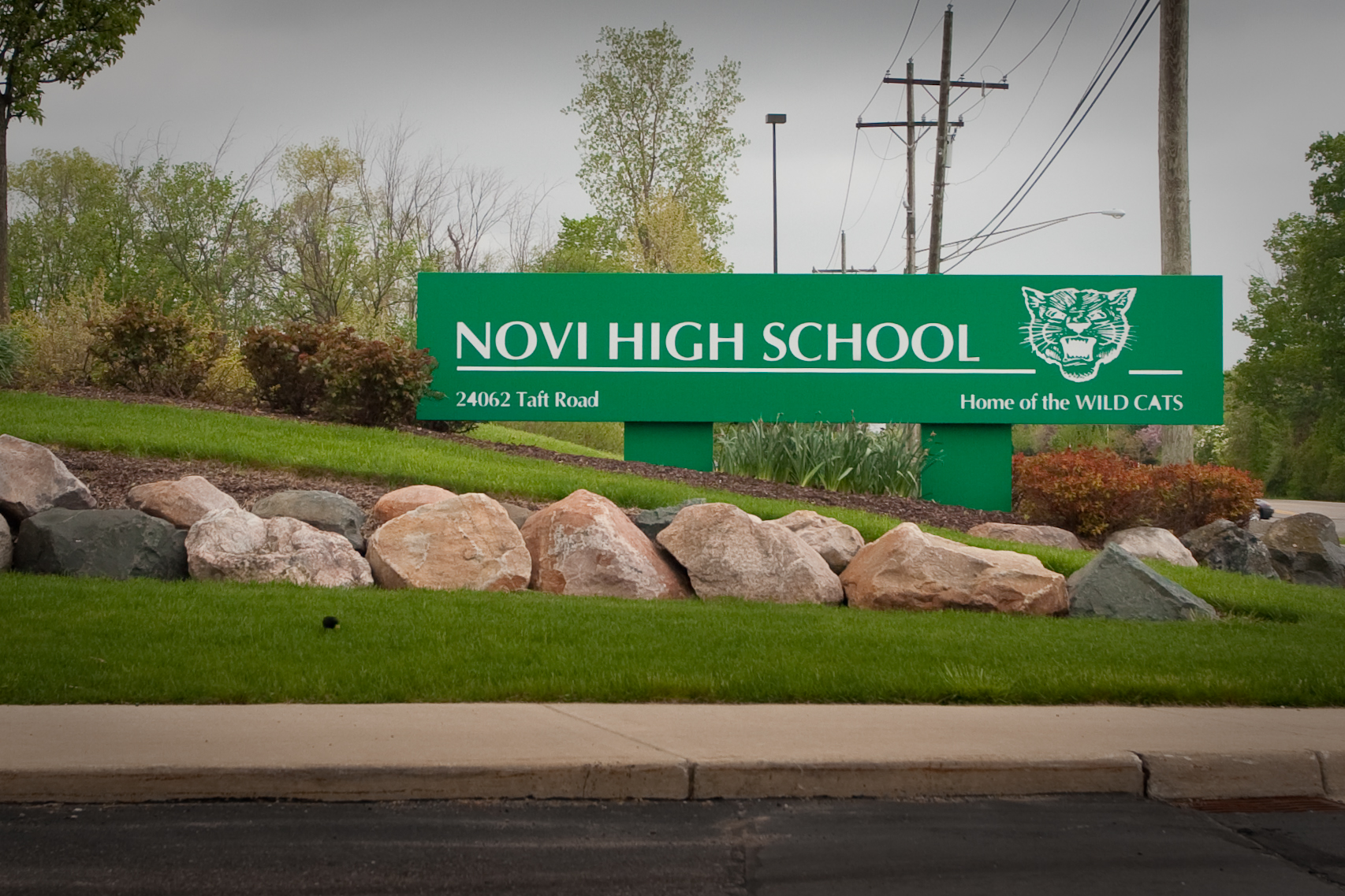
ノバイ高校のエントランスサイン

- ノバイ高校[11] (Novi High School)[12]

### 中学校
- ノバイ中学校[13] (Novi Middle School)[14]

### 小学校
- ノバイメドウズ[15] (Novi Meadows Elementary School)：第5、6学年のみの上級小学校 (upper elementary school)[16]
- ディアフィールド小学校[17] (Deerfield Elementary School)[18]
- ノバイウッズ小学校[17] (Novi Woods Elementary School)[19]
- オーチャードヒルズ小学校[17] (Orchard Hills Elementary School)[20]
- パークビュー小学校[17] (Parkview Elementary School)[21]
- ヴィレッジオークス小学校[17] (Village Oaks Elementary)[22]

### 幼稚園
- Early Childhood Education Center[23]